# Rudolf Rafoth
Rudolf Rafoth (* 24. Februar 1911 in Wolgast; † 5. November 1964 in Frankfurt am Main) war ein deutscher Politiker (KPD) und von 1946 bis 1951 Mitglied der Bremischen Bürgerschaft sowie Gewerkschaftsfunktionär.

## Leben
Rafoth erlernte den Beruf Kaufmännischer Angestellter und wurde Anfang der 1930er Jahre Mitglied der Kommunistischen Partei Deutschlands (KPD). Er war hauptamtlich in der Revolutionären Gewerkschafts-Opposition (RGO) für die Partei tätig. Wegen seiner antifaschistischen Aktivitäten wurde er 1933 verhaftet und kam ins KZ Mißler.
Nach der Befreiung 1945 gehörte er zur Kampfgemeinschaft gegen den Faschismus. Er übernahm die Aufgabe eines Syndicus der Angestelltenkammer Bremen und wurde Politischer Leiter der KPD-Kreisleitung Bremen. Von 1945 bis 1951 war er in der Bezirks- und Landesleitung der KPD in Bremen. Von 1946 bis 1951 war er Mitglied der Bremischen Bürgerschaft und zugleich Fraktionsvorsitzender der KPD.  
Seit April 1951 wurde von der Zentrale der KPD in Deutschland seine Ablösung als Fraktionsvorsitzender betrieben, da er und die Fraktion nach Beratung mit seiner bremischen Partei in der Bürgerschaft am 30. März 1951 dem Haushaltsentwurf des Senats zugestimmt hatte. Dieses Verhalten wurde dann jedoch als „opportunistisch“ kritisiert und das Landessekretariat forderte ihn ultimativ auf, den Fraktionsvorsitz und sein Bürgerschaftsmandat niederzulegen. Am 12. April 1951 befolgte Rafoth diese Forderung, die am 13. April 1951 in der Tribüne der Demokratie unter dem Titel „So darf keine kommunistische Fraktion handeln“ veröffentlicht wurde. Es folgte kurz darauf ein selbstkritischer Artikel durch ihn. Er verlor sein Mandat in der Landesorganisation, wurde aber im April 1951 Erster Kreissekretär der KPD in Bremen-Nord. Im Mai 1951 legte er dieses Amt nieder. Im August 1951 wurde er schließlich aus der KPD ausgeschlossen. In der Bremer KPD folgten danach eine Reihe von Parteiausschlussverfahren, unter anderem gegen Reinhold und Käthe Popall.
Rafoth wurde danach Bevollmächtigter der Deutschen Angestellten-Gewerkschaft (DAG) in Braunschweig und 1961, in der Zeit von Otto Brenner, Mitglied des Hauptvorstandes der Gewerkschaft IG Metall in Frankfurt am Main.